# Llista d'òperes d'Antonio Vivaldi

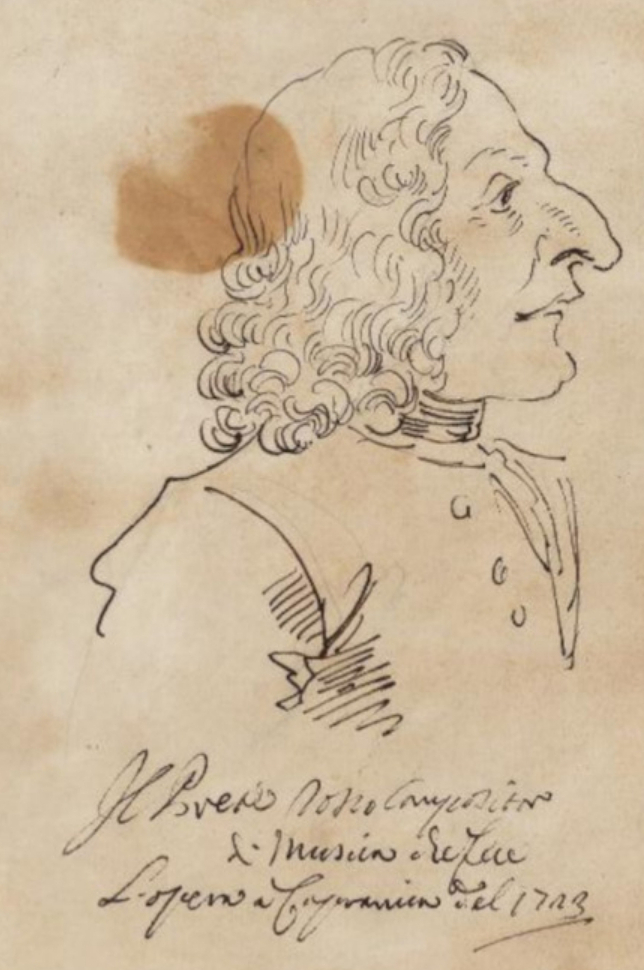
Vivaldi. Caricatura per Pier Leone Ghezzi (1723)

Aquesta és una Llista completa d'òperes d'Antonio Vivaldi (1678–1741). Vivaldi afirmava que havia compost 94 òperes, però han estat identificats uns 50 títols, dels quals només existeixen les partitures d'aproximadament 20 òperes, ja siguin senceres o en fragments. A més, la pràctica de Vivaldi de revisar obres amb un títol diferent i, sovint, de crear pastitxos, ha confús els musicòlegs.

## Context històtic
Totes les obres operístiques de Vivaldi són descrites com a dramma per musica, més o menys equivalent al que era l' opera seria. El seu estil operístic progressista li va causar alguns problemes amb músics més conservadors, com Benedetto Marcello, un magistrat i aficionat músic que va escriure un pamflet denunciant-lo a ell i les seves òperes. El pamflet, Il teatro alla moda, ataca Vivaldi sense mencionar-ho directament. El dibuix de portada mostra un vaixell (El Sant'Angelo), en el qual a l'extrem esquerre trobem un petit àngel vestit amb un cap de presoner i tocant el violí. La família Marcello va reclamar la propietat del Teatre Sant'Angelo i va lliurar una llarga batalla legal amb l'administració per a la seva restitució, sense èxit. La estranya escriptura sota el dibuix fa referència a un lloc i noms inexistents: ALDIVIVA, que és un anagrama d'A. Vivaldi.
L'any 1737, en una carta escrita per Vivaldi al seu mecenes, el Marquès Bentivoglio, fa referència a les seves «94 òperes». Només s'han descobert 50 operacions de Vivaldi i no existeix cap altra documentació del restant d'òperes. Encara que Vivaldi podria haver exagerat, en el seu doble paper com a compositor i empresari, és possible que pogués haver-los escrit o haver estat responsable de la producció de fins a 94 operaris durant la seva carrera, que en aquells temps gairebé arribava a 25 anys. Certament, Vivaldi va compondre moltes òperes en la seva vida, però no va arribar a la prominència d'altres grans compositors com Alessandro Scarlatti, Johann Adolph Hasse, Leonardo Leo i Baldassare Galuppi, com evidencia la seva falta d'habilitat per mantenir una producció en escena durant un temps prolongat en qualsevol teatre d'òpera important. Les seves òperes més destacades en aquest gènere van ser La costanza trionfante degl'amori e degl'odii i Farnace, amb sis reposicions cada una.

## Taula amb la llista d'òperes
| Clau:                                |
| ------------------------------------ |
| Música totalment perduda             |
| Música preservada (almenys, en part) |

| RV     | Títol                                                         | Llibret                            | Data d'estrena             | Lloc, teatre                                                                             | Notes                                                                                             |
| ------ | ------------------------------------------------------------- | ---------------------------------- | -------------------------- | ---------------------------------------------------------------------------------------- | ------------------------------------------------------------------------------------------------- |
| 729    | Ottone in villa                                               | Domenico Lalli                     | Maig 1713                  | Vicenza, Teatro di Piazza                                                                |                                                                                                   |
| 727    | Orlando finto pazzo                                           | Grazio Braccioli                   | Novembre 1714              | Venècia, Teatro Sant'Angelo                                                              |                                                                                                   |
| 819    | Orlando furioso                                               | 1714                               | Venècia, Teatro San Angelo | Una part sobreviu en el manuscrit; posteriorment, algunes parts reescrites a RV 728 q.v. |                                                                                                   |
| 724    | Nerone fatto Cesare                                           | Matteo Noris                       | carnaval 1715              | Venècia, Teatro Sant'Angelo                                                              | pastitx (Francesco Gasparini, Giuseppe Maria Orlandini, Carlo Francesco Pollarolo, Vivaldi)       |
| 706    | La costanza trionfante degl'amori e de gl'odii                | Antonio Marchi                     | carnaval 1716              | Venècia, Teatro San Moisè                                                                | reescrita com a Artabano, re dei Parti (RV 701) el 1718, i com a Doriclea (RV 708) el 1732        |
| 700    | Arsilda, regina di Ponto                                      | Domenico Lalli                     | 27 o 28 octubre 1716       | Venècia, Teatro Sant'Angelo                                                              |                                                                                                   |
| 719    | L'incoronazione di Dario                                      | Adriano Morselli                   | 23 gener 1717              | Venècia, Teatro Sant'Angelo                                                              |                                                                                                   |
| 737    | Tieteberga                                                    | Antonio Maria Lucchini             | 16 octubre 1717            | Venècia, Teatro San Moisè                                                                |                                                                                                   |
| Anh 58 | Il vinto trionfante del vincitore                             | Antonio Marchi                     | tardor 1717                | Venècia, Teatro Sant'Angelo                                                              | pastitx, possiblement amb alguna música de Vivaldi                                                |
| 701    | Artabano, re dei Parti                                        | Antonio Marchi                     | carnaval 1718              | Venècia, Teatro San Moisè                                                                | reescrit de La costanza trionfante (RV 706)                                                       |
| 699    | Armida al campo d'Egitto                                      | Giovanni Palazzi                   | carnaval 1718              | Venècia, Teatro San Moisè. Altres representacions a Venècia (26-12-1730 i 12-02-1738.    | reescrita com a Gl'inganni per vendetta (RV 720) el 1720                                          |
| 732    | Scanderbeg                                                    | Antonio Salvi                      | 22 juny 1718               | Florència, Teatro della Pergola                                                          |                                                                                                   |
| 736    | Teuzzone                                                      | Apostolo Zeno                      | 28 desembre 1718           | Màntua, Teatro Arciducale                                                                |                                                                                                   |
| 738    | Tito Manlio                                                   | Matteo Noris                       | carnaval 1719              | Màntua, Teatro Arciducale                                                                |                                                                                                   |
| 778    | Tito Manlio                                                   | Matteo Noris                       | carnaval 1720              | Roma, Teatro della Ritme                                                                 | pastitx; III acte només de Vivaldi.                                                               |
| 704    | La Candace, o siano Li veri amici                             | Francesco Silvani i Domenico Lalli | carnaval 1720              | Màntua, Teatro Arciducale                                                                |                                                                                                   |
| 720    | Gl'inganni Per vendetta                                       | Giovanni Palazzi o Domenico Lalli  | 1720                       | Vicenza, Teatro delle Grazie                                                             | reescrit d' Armida al campo d'Egitto (RV 699)                                                     |
| 739    | La verità in cimento                                          | Giovanni Palazzi                   | 26 octubre (?) 1720        | Venècia, Teatro Sant'Angelo                                                              |                                                                                                   |
| 715    | Filippo re di Macedonia                                       | Domenico Lalli                     | 27 desembre 1720           | Venècia, Teatro Sant'Angelo                                                              | pastitx                                                                                           |
| 734    | La Silvia                                                     | Enrico Bissari                     | 28 agost 1721              | Milà, Reggio Ducale                                                                      |                                                                                                   |
| 710    | Ercole su'l Termodonte                                        | Giacomo Francesco Bussani          | gener 1723                 | Roma, Teatro Capranica                                                                   |                                                                                                   |
| 717    | Giustino                                                      | Nicolò Beregan / Pietro Pariati    | carnaval 1724              | Roma, Teatro Capranica                                                                   |                                                                                                   |
| 740    | La virtù trionfante dell'amore, e dell'odio, overo Il Tigrane | Francesco Silvani                  | carnaval 1724              | Roma, Teatro Capranica                                                                   | pastitx; II acte, l'únic de Vivaldi                                                               |
| 721    | L'inganno trionfante En amore                                 | Matteo Noris                       | tardor 1725                | Venècia, Teatro Sant'Angelo                                                              |                                                                                                   |
| 707    | Cunegonda                                                     | Agostino Piovene                   | 29 gener 1726              | Venècia, Teatro Sant'Angelo                                                              |                                                                                                   |
| 712    | La fede tradita e vendicata                                   | Francesco Silvani                  | 16 febrer 1726             | Venècia, Teatro Sant'Angelo                                                              |                                                                                                   |
| Anh 55 | La tirannia castigata                                         | Francesco Silvani                  | carnaval 1726              | Praga, Sporck Teatre                                                                     |                                                                                                   |
| 709    | Dorilla En Tempe                                              | Antonio Maria Lucchini             | 9 novembre 1726            | Venècia, Teatro Sant'Angelo                                                              | pastitx                                                                                           |
| 722    | Ipermestra                                                    | Antonio Salvi                      | 25 gener 1727              | Florència, Teatro della Pergola                                                          |                                                                                                   |
| 711    | Farnace                                                       | Antonio Maria Lucchini             | 10 febrer 1727             | Venècia, Teatro Sant'Angelo                                                              |                                                                                                   |
| 735    | Siroe, re di Pèrsia                                           | Metastasio                         | Ascensió 1727              | Reggio Emilia, Teatro Pubblico                                                           |                                                                                                   |
| 728    | Orlando furioso                                               | Grazio Braccioli                   | tardor 1727                | Venècia, Teatro Sant'Angelo                                                              |                                                                                                   |
| 730    | Rosilena ed Oronta                                            | Giovanni Palazzi                   | carnaval 1728              | Venècia, Teatro Sant'Angelo                                                              |                                                                                                   |
| 702    | Atenaide                                                      | Apostolo Zeno                      | 29 desembre 1728           | Florència, Teatro della Pergola                                                          |                                                                                                   |
| 697    | Argippo                                                       | Domenico Lalli                     | tardor 1730                | Praga, Sporck Teatre                                                                     | Set àries eren rediscovered en Regensburg per Ondrej Macek                                        |
| 696    | Alvilda regina de' Goti                                       | Giulio Cesare Corradi              | primavera 1731             | Praga, Sporck Teatre                                                                     | Només algunes àries de Vivaldi, probablement d'altres òperes. Transferit al Anhang com RV Anh. 88 |
| 733    | Semiramide                                                    | Francesco Silvani i Domenico Lalli | carnaval 1731              | Màntua, Teatro Arciducale                                                                |                                                                                                   |
| 714    | La fida ninfa                                                 | Francesco Scipione                 | carnaval 1732              | Verona, Teatro Filarmonico                                                               |                                                                                                   |
| 708    | Doriclea                                                      | Antonio Marchi                     | 1732                       | Praga, Sporck Teatre                                                                     | reescrit de La costanza trionfante (RV 706)                                                       |
| 723    | Motezuma                                                      | Girolamo Alvise Giusti             | 14 novembre 1733           | Venècia, Teatro Sant'Angelo                                                              |                                                                                                   |
| 725    | L'Olimpiade                                                   | Metastasio                         | 17 febrer 1734             | Venècia, Teatro Sant'Angelo                                                              |                                                                                                   |
| 695    | L'Adelaide                                                    | Antonio Salvi                      | carnaval 1735              | Verona, Teatro Filarmonico                                                               |                                                                                                   |
| 703    | Il Tamerlano (Il Bajazet)                                     | Agostino Piovene                   | carnaval 1735              | Verona, Teatro Filarmonico                                                               | pastitx                                                                                           |
| 718    | Griselda                                                      | Apostolo Zeno / Carlo Goldoni      | 18 maig 1735               | Venècia, Teatro San Samuele                                                              |                                                                                                   |
| 698    | Aristide                                                      | Carlo Goldoni                      | tardor 1735                | Venècia, Teatro San Samuele                                                              | Transferit a Anhang com a RV Anh. 89                                                              |
| 716    | Ginevra principessa di Scozia                                 | Antonio Salvi                      | 17 gener 1736              | Florència, Teatro della Pergola                                                          |                                                                                                   |
| 705    | Catone in Utica                                               | Metastasio                         | 26 maig 1737               | Verona, Teatro Filarmonico                                                               |                                                                                                   |
| 726    | L'oracolo in Messenia                                         | Apostolo Zeno                      | 30 desembre 1737           | Venècia, Teatro Sant'Angelo                                                              |                                                                                                   |
| 777    | Il giorno felice                                              | ?                                  | 1737                       | Venècia                                                                                  | Transferit a Anhang com a RV Anh. 92                                                              |
| 731    | Rosmira (Rosmira fedele)                                      | Silvio Stampiglia                  | 27 gener 1738              | Venècia, Teatro Sant'Angelo                                                              | pastitx arranjat per Vivaldi amb música de Hasse, Pergolesi, Händel, etc.                         |
| 713    | Feraspe                                                       | Francesco Silvani                  | 1739                       | Venècia, Teatro Sant'Angelo                                                              |                                                                                                   |